# 钝层腹菌
钝层腹菌（学名：Hymenogaster muticus）是属于伞菌目层腹菌科层腹菌属的一种担子菌。该种分布于中国、英国、德国等地。